# Stephen McHattie
Stephen McHattie Smith (Antigonish, Nova Escócia, Canadá, 3 de fevereiro de 1947) é um ator canadense.

## Filmografia

### Filmes (parcial)
- 2014 - Lizzie Borden Took an Ax como Andrew Borden
- 2013 - Torment como Hawkings
- 2013 - The Art of the Steal como Ernie
- 2013 - Haunter como Homem pálido
- 2012 - The Tall Man como Dodd
- 2012 - A Little Bit Zombie como Max
- 2012 - Imotais como Cassandro
- 2011 - Exit Humanity como Johnson
- 2011 - Irvine Welsh's Ecstasy como Jim Buist
- 2011 - The Entitled como Clifford Jones
- 2010 - Red: Werewolf Hunter como Gabriel
- 2010 - A Beginner's Guide to Endings como Fitz
- 2010 - Score: A Hockey Musical como Walt Acorn
- 2009 - 2012 como Capitão Michaels
- 2009 - Watchmen como Hollis Mason / Coruja
- 2007 - Shoot 'Em Up como Hammerson
- 2007 - KAW como Clyde
- 2006 - 300 como O Legalista: Político leal de Esparta
- 2006 - O Pacto como  William Danvers III
- 2006 - The Fountain como Grande Inquisidor Silecio
- 2005 - A History of Violence como Leland Jones
- 2002 - Secretary como Burt Holloway
- 1998 - BASEketball como Narrador (voz)
- 1994 - Beverly Hills Cop III como Steve Fulbright
- 1993 - Geronimo: An American Legend como Schoonover
- 1989 - One Man Out como Erik
- 1982 - Death Valley como Hal
- 1978 - SOS Submarino Nuclear como Danny Murphy
- 1976 - Look What's Happened to Rosemary's Baby como Adrian / Andrew
- 1971 - Von Richthofen and Brown como Werner Voss

### Séries de televisão (parcial)
- 2017 - "Orphan Black" como P T Westmorland
- 2014 - The Strain como Vaun
- 2011-2012 - XIII: The Series como Presidente Carrington / J.P.Morgan
- 2010-2011 - Haven como Rev. Ed Driscoll
- 2010 - Happy Town como Carl Bravin
- 1999-2001 - Cold Squad como Sgt. Frank Coscarella
- 1998-200 - Emily of New Moon como Jimmy Murray
- 1992 - Seinfeld como Dr. Reston
- 1989-1990 - Beauty and the Beast como Gabriel